# René Desfontaines
Pour les articles homonymes, voir Desfontaines.
René Louiche Desfontaines, né le 14 février 1750 à Tremblay (Ille-et-Vilaine) et mort le 16 novembre 1833 à Paris, est un botaniste français, directeur du Muséum national d'histoire naturelle.

## Biographie
Après ses études de médecine, René Desfontaines étudie l'histoire naturelle sous la direction de Bernard de Jussieu. Il publie divers travaux de botanique qui lui valent d'être admis le 2 mars 1783 à l'Académie royale des sciences. Après la disparition de l'Académie royale des sciences et la création de l'Institut national, il est nommé membre résidant de la 1re classe dans la section de botanique et physique végétale par arrêté du Directoire exécutif, le 29 brumaire an IV. Il en est le président en l'an XIII (1804-1805). Il est membre également de l'Académie de médecine et directeur du Muséum national d'histoire naturelle.

## Travaux

### Botanique et vulgarisation scientifique

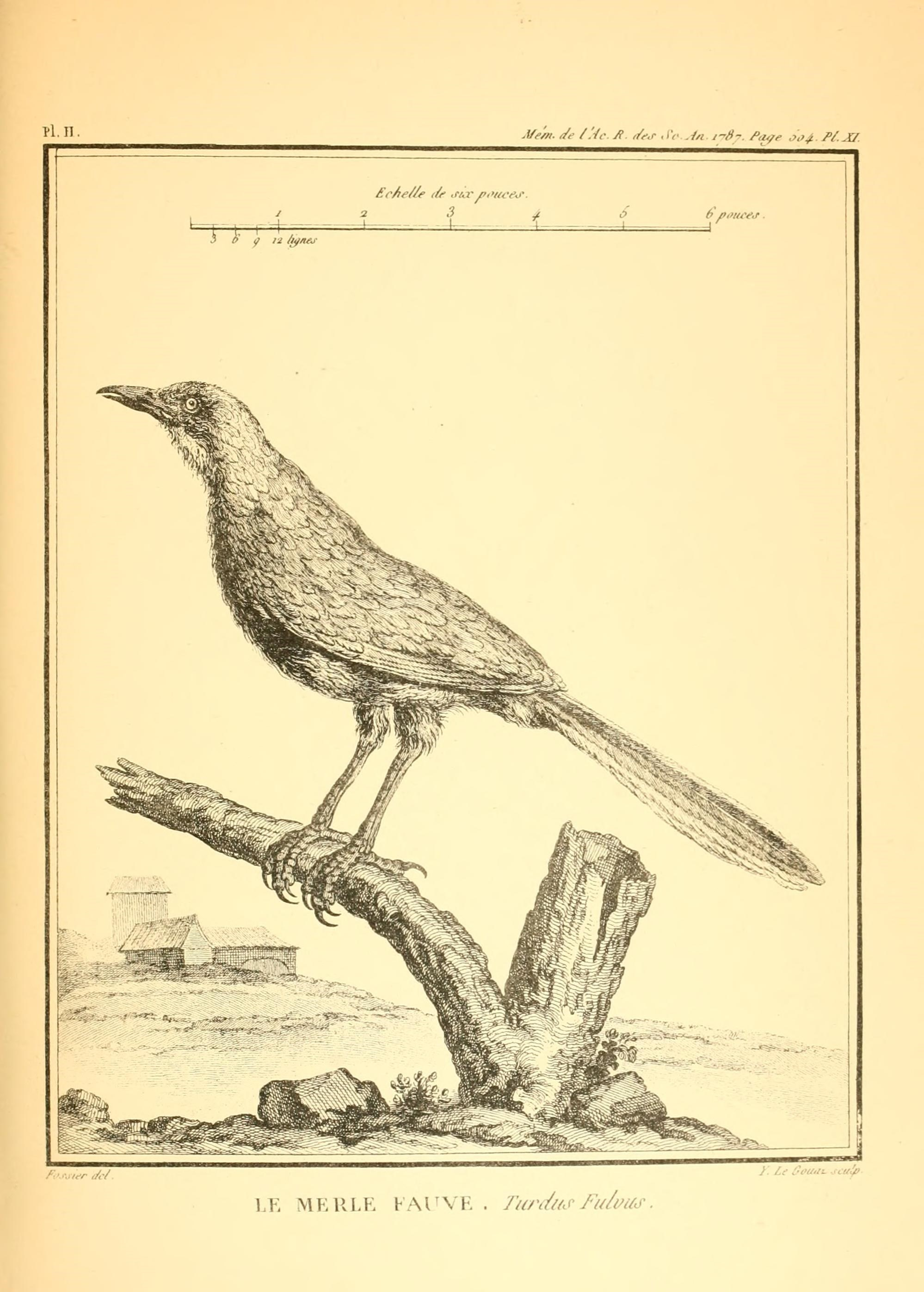
Planche extraite du Mémoire sur quelques nouvelles espèces d'oiseaux des côtes de Barbarie.

Grâce au soutien de Louis Guillaume Le Monnier (1717-1799), il peut entamer une expédition scientifique en Afrique du Nord où il reste deux ans. Il étudie la flore des côtes de Barbarie. Il en rapporte un herbier considérable et de nombreux objets d'histoire naturelle. Il fait le rapport de son voyage dans sa Flora atlantica, en fait Flore de l'Atlas (1798), 2 vol. in-4, avec planches.
On lui doit des observations nouvelles sur le dattier, le lotos de Libye, le chêne à glands doux, sur l'irritabilité des plantes. En 1786, Desfontaines succède à Le Monnier à la chaire de botanique du Jardin du Roi où il favorise la physiologie végétale.
Il fait paraître de nombreux ouvrages de botanique dont :
- un Cours élémentaire (1796)
- un Tableau de l'école botanique du Muséum d'histoire naturelle (1804)
- une Histoire des plantes et des arbrisseaux qui peuvent être cultivés en France en pleine terre (1809)
- des Expériences sur la fécondation artificielle des plantes (1831).

Ses cours sont très populaires et rassemblent entre 500 et 600 personnes, dont de nombreuses personnalités. Il est le premier à présenter l'organographie et la physique végétales comme devant être l'introduction nécessaire de la botanique. Il est fait membre étranger de la Royal Society en 1833. Il est membre de la Société de Médecine de Paris.
Il passe la période troublée de la Révolution sans difficulté et n'hésite pas à intervenir pour sauver des botanistes, comme Louis Ramond (1755-1827) ou Charles Louis L'Héritier de Brutelle (1746-1800). Devenu aveugle à la fin de sa vie, il se fait conduire dans les serres du Muséum et tente de reconnaître les plantes au toucher.

### Ornithologie
On lui doit la description du Bulbul des jardins, du Cratérope fauve en 1789.

## Œuvres et publications

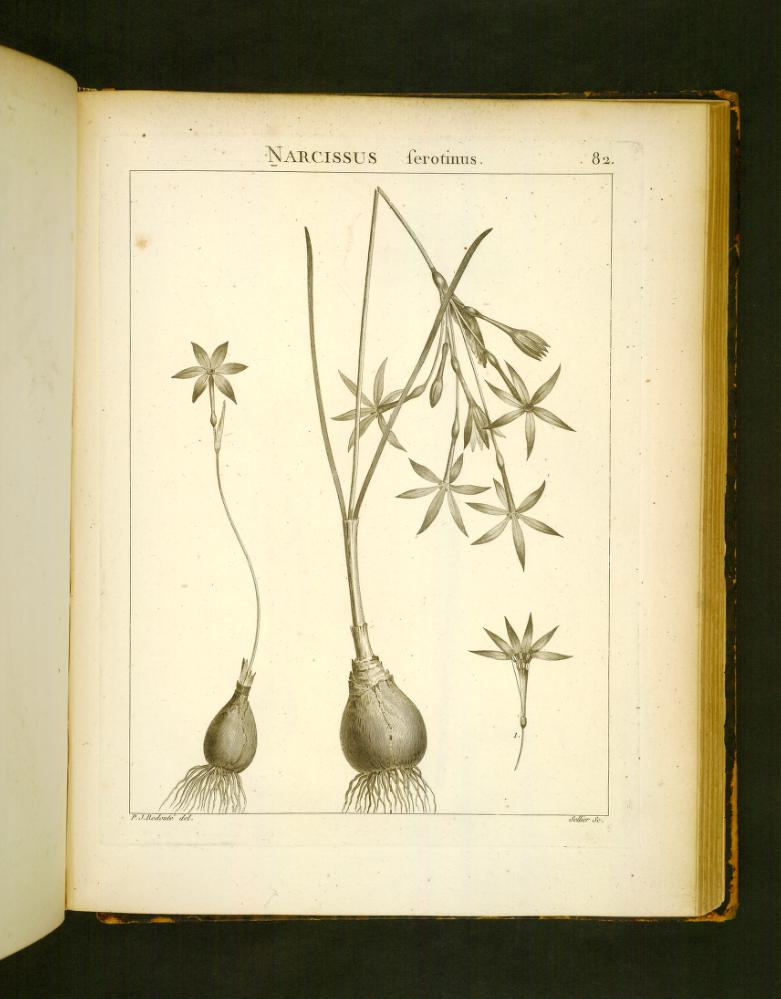
Narcissus serotinus, planche extraite de Flora atlantica, vol.1, p. 82

- (la) Flora atlantica, sive Historia plantarum, quae in Atlante, agro tunetano et algeriensi crescunt, Blanchon (Parisiis), 1800 :

1. Tomus 1 lire en ligne sur Gallica et planches lire en ligne sur Gallica
2. Tomus 2 lire en ligne sur Gallica et planches lire en ligne sur Gallica

- (la) Flora Atlantica, sive Historia plantarum quae in Atlante, agro Tunetano et Algeriensi crescunt, apud L.-G. Desgranges (et apud Blanchon) (Parisiis), 1797-1799, 3 vol. in-4°, dont 1 de pl. gravées :

1. Tomus primus lire en ligne sur Gallica
2. Tomus secundus lire en ligne sur Gallica
3. Planches gravées lire en ligne sur Gallica

- Tableau de l'école de botanique du Muséum d'histoire naturelle([Reprod.]), Paris, J. A. Brosson, 1804, 5 microfiches ; 105 × 148 mm lire en ligne sur Gallica, deuxième édition en 1815, Texte intégral sur Google Livres
- Discours du président de l'Institut national, à Sa Majesté l'empereur, à l'occasion de son couronnement, prononcé le 20 frimaire an 13, impr. de Baudouin (Paris), 1804, 3 p. ; in-4, lire en ligne sur Gallica
- Choix de plantes du corollaire des instituts de Tournefort publiées d'après son herbier, et gravées sur les dessins originaux d'Aubrie, Paris, Levrault, 1808, Texte intégral sur Google Livres
- Histoire des arbres et arbrisseaux qui peuvent être cultivés en pleine terre sur le sol de la France, J. A. Brosson (Paris), 1809, t. 1, 635 p., Texte intégral sur Google Livres
- (la) Catalogus plantarum horti regii parisiensis, cum annotationibus de plantis novis aut minus cognitis ([Reprod.]), Chaudé (Paris), 1829, 8 microfiches ; 105 × 148 mm, lire en ligne sur Gallica, Texte intégral sur Google Livres
- Choix de plantes du corollaire des instituts de Tournefort publiées d'après son herbier, et gravées sur les dessins originaux d'Aubriet ([Reprod.]), impr. de Levrault (Paris), 1808, 5 microfiches ; 105 × 148 mm lire en ligne sur Gallica
- (la) Catalogus plantanum horti regii Parisiensis, apud Chaudé (Parisiis), 1829, Texte intégral sur Google Livres
- (en) Mémoire sur quelques nouvelles espèces d'oiseaux des côtes de Barbarie, édition de Alfred Newton, London, 1880, Texte intégral en ligne

## Hommages
C'est en son honneur que Hipólito Ruiz López (1754-1815) & José Antonio Pavón (1754-1844) ont nommé le genre Desfontainia. De même, Jacques-Julien Houtou de La Billardière lui dédie le genre Fontanesia de la famille des Oléacées.
Un buste en sa mémoire a été érigé dans sa commune natale en 1937.

### Sources
- Adrien Davy de Virville (dir.) (1955). Histoire de la botanique en France. SEDES (Paris) : 394 p.

Cet article comprend des extraits du Dictionnaire Bouillet. Il est possible de supprimer cette indication, si le texte reflète le savoir actuel sur ce thème, si les sources sont citées, s'il satisfait aux exigences linguistiques actuelles et s'il ne contient pas de propos qui vont à l'encontre des règles de neutralité de Wikipédia.